# Sukaratu (Gekbrong)
Sukaratu is een bestuurslaag in het regentschap Cianjur van de provincie West-Java, Indonesië. Sukaratu telt 5274 inwoners (volkstelling 2010).